# Sfærisk trigonometri
Sfærisk trigonometri er den del af trigonometrien som beskæftiger sig med geometriske figurer på en kugles overflade. Specielt vigtige er sfæriske polygoner, herunder sfæriske trekanter. Sfærisk trigonometri er meget anvendt i forbindelse med astronomi, geodæsi og navigation.

## Sfæriske polygoner
Tegner man 2 forskellige storcirkler på en kugle, vil de inddele kugleoverfladen i 4 områder. Disse områder som hver begrænses af 2 storcirkelbuer, kaldes sfæriske tokanter (figur 1). Tegner man 3 forskellige storcirkler på en kugle sådan at alle 3 ikke passerer gennem samme par af diametral modsat placerede punkter, vil de inddele kugleoverfladen i 8 områder. Disse områder som hver begrænses af 3 storcirkelbuer, kaldes sfæriske trekanter (figur 2). Generelt kaldes områder på en kugleoverflade som afgrænses af et vilkårligt antal storcirkler, for sfæriske polygoner.
Hvis der tegnes linjestykker fra en sfærisk trekants hjørner til kuglens centrum, O, får man hvad der kaldes trekantens centralhjørne (figur 3). Trekantens sidelængder er defineret som vinklerne mellem linjestykkerne som går til centralhjørnet. Hvis man kalder trekantens hjørner for A, B og C, og de modstående sider for a, b, c, har siden a som er storcirkelbuen BC længden svarende vinkel BOC. Generelt er den sfæriske afstand mellem 2 vilkårlige punkter P og Q på en kugle lig med vinklen POQ.
Trekantens vinkler er vinklerne mellem planerne som går gennem 2 af trekantens hjørner og O. Således er vinkel A lig med vinklen mellem planen gennem punkterne A, B og O, og planen gennem punkterne A, C og O.

## Sinus- og cosinusrelationerne for sfæriske trekanter
Tilsvarende sinusrelationen og cosinusrelationen for trekanter i et plan, er der også sinus- og cosinusrelationer som gælder for alle sfæriske trekanter.
Sinusrelationen for sfæriske trekanter:
{\displaystyle {\frac {\sin A}{\sin a}}={\frac {\sin B}{\sin b}}={\frac {\sin C}{\sin c}}}
Cosinusrelationen for sfæriske trekanter:
{\displaystyle \cos a=\cos b\cos c+\sin b\sin c\cos A}
{\displaystyle \cos b=\cos c\cos a+\sin c\sin a\cos B}
{\displaystyle \cos c=\cos a\cos b+\sin a\sin b\cos C}

## Eksempel på anvendelse
Afstanden mellem to punkter på en kugle kan beregnes hvis man kender punkternes længdegrader og breddegrader. For eksempel kan afstanden mellem Frederikshavn (57,44°N 10,54°E) og Göteborg (57,70°N 11,97°E) beregnes ved at bruge den sfæriske trekant med byerne og Nordpolen som hjørner. Vi kalder de 3 hjørner for F, G, N og siderne for f, g, n. I den sfæriske trekant er vinklen N forskellen mellem byernes længdegrader:
```
N = 11,97° - 10,54° = 1,43°.
```

Sidelængderne f og g er forskellen mellem byernes breddegrader og Nordpolens breddegrad (90°):
```
f = 90° - 57,44° = 32,56°.
g = 90° - 57,70° = 32,30°.
```

Nu kan sidelængden n beregnes med cosinusrelationen:
```
 cos n = cos f cos g + sin f sin g cos N
       = cos 32,56° cos 32,30° + sin 32,56° sin 32,30° cos 1,43°
       = 0,84283 0,84057 + 0,53818 0,53435 0,99969 = 0,99990
 n = 0,81°
```

Hvis vi antager at Jorden er kugleformet med en radius på 6370 km, får vi afstanden mellem Frederikshavn og Göteborg til at være: 0,81° · π/180° · 6370 km = 90 km.